# Liga Mistrzyń w piłce siatkowej
Liga Mistrzyń w piłce siatkowej CEV (ang. CEV Volleyball Champions League - Women) – międzynarodowe, klubowe rozgrywki siatkarskie utworzone z inicjatywy Europejskiej Konfederacji Piłki Siatkowej (CEV). Uczestniczą w nich najlepsze żeńskie drużyny klubowe (zajmujące czołowe miejsca w europejskich ligach krajowych krajowych). Odbywają się one co roku, nieprzerwanie od sezonu 1960/1961.

## System rozgrywek
System rozgrywek na przestrzeni lat ulegał wielu przeobrażeniom. Do 1970/1971 rywalizacja odbywała się systemem pucharowym (mecz i rewanż), zaś od 1971 roku cztery najlepsze drużyny spotykały się w turnieju finałowym, w którym każdy grał z każdym. Od sezonu 1993/1994 zrezygnowano z rywalizacji w jednej grupie na rzecz półfinałów, meczu o trzecie miejsce i finału. Dwa lata później system pucharowy został zamieniony na fazę grupową, w której zespoły rywalizowały ze sobą po jednym spotkaniu, a po dwie najlepsze ekipy z dwóch grup uzyskiwały awans do Final Four. Od 2000 roku w rywalizacji grupowej wprowadzono rewanże oraz zespoły po wyjściu z grupy grają systemem pucharowym do wyłonienia czterech najlepszych uczestników.

Do sezonu 2002/2003 do turnieju finałowego kluby kwalifikowały się na drodze sportowej rywalizacji, a funkcję gospodarza CEV powierzała jednemu z nich lub miejscem zmagań był neutralny teren. Począwszy od sezonu 2003/2004 pewne miejsce w Final Four ma z góry zapewniona jedna z ekip, która uzyska awans do fazy pucharowej, jednocześnie nie biorąc w niej udziału. W zamian za pewne miejsce finałach na barki działaczy takiego zespołu spada obowiązek zorganizowania turnieju. Od sezonu 2005/2006 w finale rozgrywek nie mogą spotkać się zespoły z tego samego kraju, bez względu na drabinkę rozgrywek. Jeżeli dana federacja wystawi więcej niż 2 kluby i wszystkie z nich wyjdą z grup, wówczas trafiają na siebie w fazie pucharowej, by w turnieju finałowym mogły wystąpić maksymalnie dwa z nich.

## Zasady kwalifikacji
Od 2007 roku, Europejska Konfederacja Piłki Siatkowej tworzy ranking na podstawie wyników uzyskanych przez poszczególne drużyny klubowe w poprzednich sezonach. Za każde zwycięstwo w pojedynczym meczu, wyjście z grupy, czy awans do kolejnej rundy przyznawane zostają punkty (wraz z ewentualnymi bonusami), które po zsumowaniu tworzą współczynnik danej federacji. Im wyższy współczynnik, tym wyższą pozycję w owym rankingu zajmuje dane państwo. Zajmowana pozycja określa natomiast liczbę zespołów, które może wystawić w następnym sezonie w konkretnych euro-pucharach (w tym Lidze Mistrzyń) każda federacja.
Ranking ma za zadanie usystematyzować zasady kwalifikacji do europejskich pucharów oraz sprawić, by stały się one czytelne dla wszystkich zainteresowanych i bardziej przewidywalne.
Ustalono również, iż do Ligi Mistrzyń każda federacja obowiązkowo musi zgłosić mistrza kraju, zaś w przypadku gdy dysponuje większą liczbą miejsc (tj. dwoma lub trzema) sama może zdecydować o kryteriach obsady (zdobywca krajowego pucharu, bądź kolejne drużyny w ligowej tabeli). CEV posiada także prawo przyznawania "dzikich kart" zespołom, kiedy przewidzianych miejsc jest więcej niż zakwalifikowanych drużyn lub w przypadku rezygnacji klubu, który pomimo możliwości wystartowania w rozgrywkach nie skorzysta z niej.

## Zwycięstwa klubów z polskimi zawodniczkami
- 2006: Dorota Świeniewicz z Desparem Perugia
- 2007, 2009, 2010: Katarzyna Gujska z Foppapedretti Bergamo
- 2011, 2013: Małgorzata Glinka-Mogentale z Vakıfbankiem Stambuł
- 2021, 2024, 2025: Joanna Wołosz z A. Carraro Imoco Conegliano

## Triumfatorzy
| Sezon                            | Miejsce finału                                               | 1. miejsce                                                   | 2. miejsce                                                   | 3. miejsce                                                   | 4. miejsce                                                   |
| Puchar Europy Mistrzyń Krajowych | Puchar Europy Mistrzyń Krajowych                             | Puchar Europy Mistrzyń Krajowych                             | Puchar Europy Mistrzyń Krajowych                             | Puchar Europy Mistrzyń Krajowych                             | Puchar Europy Mistrzyń Krajowych                             |
| -------------------------------- | ------------------------------------------------------------ | ------------------------------------------------------------ | ------------------------------------------------------------ | ------------------------------------------------------------ | ------------------------------------------------------------ |
| 1960/1961                        | Moskwa Warszawa                                              | Dinamo Moskwa                                                | AZS-AWF Warszawa                                             | Dinamo Bukareszt Slavia Praga                                | -                                                            |
| 1961/1962                        | Odessa Sofia                                                 | Dżinestra Odessa                                             | Slavia Sofia                                                 | Dinamo Bukareszt AZS-AWF Warszawa                            | -                                                            |
| 1962/1963                        | Moskwa Warszawa                                              | Dinamo Moskwa                                                | AZS-AWF Warszawa                                             | Dinamo Praga Lewski Sofia                                    | -                                                            |
| 1963/1964                        | Sofia Berlin                                                 | Lewski Sofia                                                 | SC Dynamo Berlin                                             | Dinamo Moskwa AZS-AWF Warszawa                               | -                                                            |
| 1964/1965                        | Moskwa Berlin                                                | Dinamo Moskwa                                                | SC Dynamo Berlin                                             | Lewski Sofia Dinamo Bukareszt                                | -                                                            |
| 1965/1966                        | Moskwa                                                       | CSKA Moskwa                                                  | Dinamo Moskwa                                                | Lewski Sofia AZS-AWF Warszawa                                | -                                                            |
| 1966/1967                        | Moskwa                                                       | CSKA Moskwa                                                  | Dinamo Moskwa                                                | Lewski Sofia SC Dynamo Berlin                                | -                                                            |
| 1967/1968                        | Moskwa                                                       | Dinamo Moskwa                                                | CSKA Moskwa                                                  | DHFK Leipzig Dinamo Bukareszt                                | -                                                            |
| 1968/1969                        | Moskwa                                                       | Dinamo Moskwa                                                | CSKA Moskwa                                                  | Akademik Sofia Slávia UK Bratysława                          | -                                                            |
| 1969/1970                        | Moskwa Budapeszt                                             | Dinamo Moskwa                                                | Nim-Se Budapeszt                                             | CSKA Moskwa Tatran Střešovice                                | -                                                            |
| 1970/1971                        | Moskwa Praga                                                 | Dinamo Moskwa                                                | Tatran Praga                                                 | Lewski Sofia Wisła Kraków                                    | -                                                            |
| 1971/1972                        | La Louvière                                                  | Dinamo Moskwa                                                | Tatran Praga                                                 | Lokomotiw Moskwa                                             | Start Łódź                                                   |
| 1972/1973                        | Apeldoorn                                                    | Nim-Se Budapeszt                                             | Dinamo Moskwa                                                | Start Łódź                                                   | SC Dynamo Berlin                                             |
| 1973/1974                        | Moskwa Budapeszt                                             | Dinamo Moskwa                                                | Nim-Se Budapeszt                                             | Lewski/Spartak Sofia                                         | SC Dynamo Berlin                                             |
| 1974/1975                        | Catania                                                      | Dinamo Moskwa                                                | Lewski/Spartak Sofia                                         | Nim-Se Budapeszt                                             | SC Dynamo Berlin                                             |
| 1975/1976                        | Eupen                                                        | Rudá Hvězda Praga                                            | Lewski/Spartak Sofia                                         | Van Houten                                                   | Crvena Zveza Belgrad                                         |
| 1976/1977                        | Izmir                                                        | Dinamo Moskwa                                                | Lewski/Spartak Sofia                                         | SC Traktor Schwerin                                          | Lewski/Spartak Sofia                                         |
| 1977/1978                        | Rheine                                                       | Traktor Schwerin                                             | Nim-Se Budapeszt                                             | Start Łódź                                                   | Savoia Alzano                                                |
| 1978/1979                        | Izmir                                                        | CSKA Sofia                                                   | Nim-Se Budapeszt                                             | SC Dynamo Berlin                                             | Slávia Bratysława                                            |
| 1979/1980                        | Gottwaldow                                                   | Rudá Hvězda Praga                                            | Eczacıbaşı Stambuł                                           | Nim-Se Budapeszt                                             | Dynamo Tirana                                                |
| 1980/1981                        | Schaan                                                       | Urałoczka Swierdłowsk                                        | Lewski/Spartak Sofia                                         | SC Traktor Schwerin                                          | Slávia Bratysława                                            |
| 1981/1982                        | Rawenna                                                      | Urałoczka Swierdłowsk                                        | DVC Dokkum                                                   | SV Lohhof                                                    | Lewski/Spartak Sofia                                         |
| 1982/1983                        | Ankara                                                       | Urałoczka Swierdłowsk                                        | Vasas Izzo Budapeszt                                         | Slávia Bratysława                                            | SV Lohhof                                                    |
| 1983/1984                        | Monachium                                                    | CSKA Sofia                                                   | Teodora Rawenna                                              | SV Lohhof                                                    | Eczacıbaşı Stambuł                                           |
| 1984/1985                        | Rawenna                                                      | ADK Ałma-Ata                                                 | Teodora Rawenna                                              | Tungsram SC Budapeszt                                        | SV Lohhof                                                    |
| 1985/1986                        | Uppsala                                                      | CSKA Moskwa                                                  | Teodora Rawenna                                              | SC Dynamo Berlin                                             | Czarni Słupsk                                                |
| 1986/1987                        | Karlsruhe                                                    | Urałoczka Swierdłowsk                                        | Teodora Rawenna                                              | SC Dynamo Berlin                                             | CSKA Moskwa                                                  |
| 1987/1988                        | Saloniki                                                     | Teodora Rawenna                                              | Urałoczka Swierdłowsk                                        | SC Dynamo Berlin                                             | CSKA Sofia                                                   |
| 1988/1989                        | Bruksela                                                     | Urałoczka Swierdłowsk                                        | Teodora Rawenna                                              | SC Dynamo Berlin                                             | CSKA Sofia                                                   |
| 1989/1990                        | Forlì                                                        | Urałoczka Swierdłowsk                                        | Teodora Rawenna                                              | Dynamo Tirana                                                | RC de France Paryż                                           |
| 1990/1991                        | Zagrzeb                                                      | Mladost Zagrzeb                                              | Urałoczka Swierdłowsk                                        | Teodora Rawenna                                              | Avero Sneek                                                  |
| 1991/1992                        | Rawenna                                                      | Teodora Rawenna                                              | Mladost Zagrzeb                                              | Urałoczka Swierdłowsk                                        | CJD Feuerbach                                                |
| 1992/1993                        | Santeramo in Colle                                           | PVF Matera                                                   | Il Messaggero Teodora Rawenna                                | Urałoczka Jekaterynburg                                      | Mladost Zagrzeb                                              |
| 1993/1994                        | Zagrzeb                                                      | Urałoczka Jekaterynburg                                      | Mladost Zagrzeb                                              | PVF Matera                                                   | SK UP Ołomuniec                                              |
| 1994/1995                        | Bari                                                         | Urałoczka Jekaterynburg                                      | CV Murcia                                                    | Iskra Ługańsk                                                | PVF Matera                                                   |
| 1995/1996                        | Wiedeń                                                       | PVF Matera                                                   | Urałoczka Jekaterynburg                                      | Iskra Ługańsk                                                | RC Cannes                                                    |
| 1996/1997                        | Parma                                                        | Foppapedretti Bergamo                                        | Urałoczka Jekaterynburg                                      | RC Cannes                                                    | PVF Matera                                                   |
| 1997/1998                        | Dubrownik                                                    | OK Dubrovnik                                                 | VakıfBank Ankara                                             | Foppapedretti Bergamo                                        | VBC Riom                                                     |
| 1998/1999                        | Bergamo                                                      | Foppapedretti Bergamo                                        | VakıfBank Ankara                                             | RC Cannes                                                    | Construcciones Marichal Tenerife                             |
| 1999/2000                        | Bursa                                                        | Foppapedretti Bergamo                                        | Urałoczka Jekaterynburg                                      | Eczacıbaşı Stambuł                                           | PTPS Nafta Piła                                              |
| Liga Mistrzyń                    |                                                              |                                                              |                                                              |                                                              |                                                              |
| 2000/2001                        | Niżny Tagił                                                  | Edison Modena                                                | Virtus Reggio Calabria                                       | Urałoczka Jekaterynburg                                      | Eczacıbaşı Stambuł                                           |
| 2001/2002                        | Stambuł                                                      | RC Cannes                                                    | Radio 105 Foppapedretti Bergamo                              | Tenerife Marichal                                            | Eczacıbaşı Stambuł                                           |
| 2002/2003                        | Piła                                                         | RC Cannes                                                    | Urałoczka Jekaterynburg                                      | Radio 105 Foppapedretti Bergamo                              | Volley Modena                                                |
| 2003/2004                        | Teneryfa                                                     | Tenerife Marichal                                            | Despar Sirio Perugia                                         | RC Cannes                                                    | Azerrail Baku                                                |
| 2004/2005                        | Teneryfa                                                     | Radio 105 Foppapedretti Bergamo                              | Asystel Novara                                               | Tenerife Marichal                                            | RC Cannes                                                    |
| 2005/2006                        | Cannes                                                       | Despar Perugia                                               | RC Cannes                                                    | Radio 105 Foppapedretti Bergamo                              | VakıfBank Güneş Sigorta Stambuł                              |
| 2006/2007                        | Zurych                                                       | Play Radio Foppapedretti Bergamo                             | Dinamo Moskwa                                                | Spar Tenerife Marichal                                       | Voléro Zurych                                                |
| 2007/2008                        | Murcja                                                       | Despar Perugia                                               | Zarieczje Odincowo                                           | Asystel Novara                                               | Grupo 2002 Murcia                                            |
| 2008/2009                        | Perugia                                                      | Foppapedretti Bergamo                                        | Dinamo Moskwa                                                | Despar Perugia                                               | Eczacıbaşı Zentiva Stambuł                                   |
| 2009/2010                        | Cannes                                                       | Foppapedretti Bergamo                                        | Fenerbahçe Acıbadem Stambuł                                  | RC Cannes                                                    | Asystel Novara                                               |
| 2010/2011                        | Stambuł                                                      | VakıfBank Güneş Sigorta Türk Telekom SK                      | Rabita Baku                                                  | Fenerbahçe Acıbadem Stambuł                                  | Scavolini Pesaro                                             |
| 2011/2012                        | Baku                                                         | Fenerbahçe Universal Stambuł                                 | RC Cannes                                                    | Dinamo Kazań                                                 | MC-Carnaghi Villa Cortese                                    |
| 2012/2013                        | Stambuł                                                      | VakıfBank Stambuł                                            | Rabita Baku                                                  | Unedo Yamamay Busto Arsizio                                  | Galatasaray Stambuł                                          |
| 2013/2014                        | Baku                                                         | Dinamo Kazań                                                 | VakıfBank Stambuł                                            | Rabita Baku                                                  | Eczacıbaşı VitrA Stambuł                                     |
| 2014/2015                        | Szczecin                                                     | Eczacıbaşı VitrA Stambuł                                     | Unedo Yamamay Busto Arsizio                                  | VakıfBank Stambuł                                            | Chemik Police                                                |
| 2015/2016                        | Montichiari                                                  | Pomi Casalmaggiore                                           | VakıfBank Stambuł                                            | Fenerbahçe Grundig Stambuł                                   | Dinamo Kazań                                                 |
| 2016/2017                        | Villorba                                                     | VakıfBank Stambuł                                            | Imoco Volley Conegliano                                      | Eczacıbaşı VitrA Stambuł                                     | Dinamo Moskwa                                                |
| 2017/2018                        | Bukareszt                                                    | VakıfBank Stambuł                                            | CS Volei Alba-Blaj                                           | Imoco Volley Conegliano                                      | Galatasaray Stambuł                                          |
| 2018/2019                        | Berlin                                                       | Igor Gorgonzola Novara                                       | Imoco Volley Conegliano                                      | VakıfBank Stambuł Fenerbahçe Opet Stambuł                    | -                                                            |
| 2019/2020                        | Ze względu na pandemię COVID-19 rozgrywki zostały przerwane. | Ze względu na pandemię COVID-19 rozgrywki zostały przerwane. | Ze względu na pandemię COVID-19 rozgrywki zostały przerwane. | Ze względu na pandemię COVID-19 rozgrywki zostały przerwane. | Ze względu na pandemię COVID-19 rozgrywki zostały przerwane. |
| 2020/2021                        | Werona                                                       | A. Carraro Imoco Conegliano                                  | VakıfBank Stambuł                                            | Igor Gorgonzola Novara Unet E-Work Busto Arsizio             | -                                                            |
| 2021/2022                        | Lublana                                                      | VakıfBank Stambuł                                            | A. Carraro Imoco Conegliano                                  | Fenerbahçe Opet Stambuł –                                    | -                                                            |
| 2022/2023                        | Turyn                                                        | VakıfBank Stambuł                                            | Eczacıbaşı Dynavit Stambuł                                   | Fenerbahçe Opet Stambuł Igor Gorgonzola Novara               | -                                                            |
| 2023/2024                        | Antalya                                                      | A. Carraro Imoco Conegliano                                  | Allianz Vero Volley Milano                                   | Fenerbahçe Opet Stambuł Eczacıbaşı Dynavit Stambuł           | -                                                            |
| 2024/2025                        | Stambuł                                                      | A. Carraro Imoco Conegliano                                  | Savino Del Bene Scandicci                                    | Numia Vero Volley Milano                                     | VakıfBank Stambuł                                            |

## Najlepsze rezultaty polskich drużyn
- 1961 −  2. miejsce: AZS-AWF Warszawa
- 1963 −  2. miejsce: AZS-AWF Warszawa
- 1972 − 4. miejsce: Start Łódź
- 1973 −  3. miejsce: Start Łódź
- 1978 −  3. miejsce: Start Łódź
- 1986 − 4. miejsce: Czarni Słupsk
- 2000 − 4. miejsce: Nafta-Gaz Piła
- 2015 − 4. miejsce: Chemik Police